# 魔物娘的同居日常
《魔物娘的同居日常》，是オカヤド的日本青年漫畫作品。2012年於《月刊COMIC》上開始連載。譯者為張紹仁。2015年3月12日宣佈動畫化，2015年7月至9月播出。2015年12月21日發行同名網頁遊戲。

## 故事概要
《他種族間交流法》，是為了與至今為止被各國政府隱瞞存在的人類以外種族實現交流而制定出來的新方案。以此為基礎文化交流積極地推動起來。作為全面開放前的準備工作，各種族所挑選的少量代表們開始進入人類社會的寄宿家庭居住，讓一般人慢慢接受亞人物種的同時，也觀察亞人種族進入人類社會所遭遇的障礙與問題。
在這樣的背景下，原本並非寄宿家庭的少年來留主公人，因為擔任調解人的保安局局長墨須的意外失誤，將半人半蛇的亞種人蛇族交換學生——米亞安排寄宿在其住宅處。對正在進行文化交流的公人來說，非比尋常的刺激與搞笑生活就此展開序幕。隨著公人陸續邂逅其他亞人種族的女性，讓她們寄宿在自家，還有和其他亞人種族的互動，這些環繞在人類和亞人種族的諸多事件，亦讓公人以往的觀念產生變化……。

## 用語簡介
他種族間交流法
於本作劇情開始的三年前，人類與非人種族為了能互相交流而訂定的法案。
先由少數代表進入人類社會實驗，在文化、生活、職業等各個層面進行嘗試，最終目標是讓非人種族與人類社會能夠完全融合。
因應這項法案的成立，人類社會逐漸拓展出能針對非人種族的需求提供服務，以及處理人類和非人種族衝突的的設施和機制。違反他種族間交流法的人類會被政府當局拘捕，非人種族若違反這項法規，則會視程度輕重做出處置，最嚴重的甚至會被遣返回國。但其實還有許多漏洞沒解決，例如人類沒法拘捕與傷害非人族，導致他族犯罪時只能靠「MON」阻止，亦不能與他族性交（也算是傷害的一種）；有些人類則會藉著非人族不可傷害人類的規範，對其作出言詞攻擊和精神傷害，甚至以此為把柄威脅非人族不得反擊。某些未知種族也不在他種族間交流法的管轄範圍。有鑑於此，民間企業亦開始成立彌補政府機構處理非人種族突發事件的漏洞的專門組織。
現階段正在試行放寬人類與非人之間親密關係的限制（例如像拉米亞族這種全族皆為女性的非人種族對人類男性有迫切的需求），家中有複數魔物娘的公人被當成試驗品之一。
目前已知法條為「人類和非人種族不得相互傷害」、「非人種族必須有寄宿家庭成員陪同或持有單獨外出許可證才可外出」等。
寄宿家庭
政府為前來人類社會交流的異種族安排的人類寄宿家庭。登記在案的寄宿家庭將會被政府關注，負責協助異種族理解和適應人類社會，亦能提供收據向政府申請輔助，例如為因應異種族的需求改建房屋的建設經費、供給不良於行的異種族的行動輔具、伙食費的金額等。異種族可透過書面申請，委託政府協助尋找合適的寄宿家庭，而被選中的寄宿家庭則會取得非人種族的「寄養證」做為證明。倘若寄宿家庭決定中止或轉移和異種族的寄宿關係，或是讓申請待在其他寄宿家庭裡的異種族住進自家，則需申請寄宿家庭所屬權轉移的手續方可生效。
沒有向政府登記為寄宿家庭，卻讓異種族住在自家的對象，將會被視為非法收留和做出處置；但是非法入境和未經登記而住進人類家庭的異種族，亦將無法獲得任何輔助；劇裡也不乏有寄宿家庭違反政府規定，私自透過金錢交易出售寄宿家庭所有權的情況。目前暫無異種族寄宿人數的上限規定。
寄宿家庭所屬權
人類寄宿家庭讓異種族人士寄宿在自家的權利。
寄養證
登記在案的寄宿家庭和異種族透過正式手續，完成申請寄宿的流程後，政府發給寄宿家庭攸關該異種族人士的寄宿證明。若是異種族因故終止寄宿關係，政府將會收回並代為保管其寄養證，直至異種族人士依照正規流程被安排至新的寄宿家庭為止。
單獨外出許可證
專為異種族設置的證明，持有該證明的異種族人士，才能在沒有寄宿家庭成員陪同的情況獨自外出。
全種族對應店
能夠因應人類和異種族的需求，提供服務的店家，舉凡餐廳、遊樂場、服裝店、旅館等諸多設施都涵括在內。此類商家也會允許異種族擔任工作人員，或是直接由異種族擔任店鋪的主人。
紋星町
漫畫第3話提及，本作的虛設市區，座落於琦玉縣朝霞市，為主角來留主公人的居住區域兼故事主要舞台。
雪深町
漫畫第31話公車站牌提及，為本作虛設的觀光溫泉地區。公人和魔物娘們光顧並協助該地活動後，當地居民亦和種族交流保安局合作舉辦種族交流派對和推廣當地觀光。
MON
全名「Monsters' New Law」，因應《他種族間交流法》中人類與非人種族不得互相攻擊的規範而成立的特殊反應部隊。
由墨須帶領，其他成員皆由非人種族組成，主要應對非人種族在人類社會的犯罪行為。
ANM48
世界第一支由魔物組成的偶像組合，剛出道便贏得極大名氣，也因此其出道之後的新歌都名列排行榜的第1位。影射自現實日本偶像團體AKB48。
魔法少女JK隊瑪可ちゃん
為劇裡虛設的魔法少女類動漫畫作品。主要闡述主角懲戒慾望怪物的故事。作品標題和主角造型捏他自作者的漫畫作品「マママ 魔法委員長魔子ちゃんの魔法指導」。
FANEATER
原本是嗜食魚類魚鰭的肉食魚，因為經過特殊演化而變成喜歡咬嗜薄軟物體的水虎魚，性情兇猛具攻擊性。人魚王族的領地有飼養該類魚種。
岩鹽彈
現實世界存在的岩鹽製成鎮壓暴徒專用子彈，特點是威力不大，對環境造成的負面影響較小。在本作中因為其集合鹽分的精華，對不死系異種族具淨化作用，被MON小隊成員拿來對付不死系異種族的敵人。
潛行吧克魯蘇
漫畫第40話登場的書籍，書名捏他自輕小說「潛行吧！奈亞子」。

## 出版書籍
| 集數 | 德間書店       | 德間書店                                                | 東立出版社     | 東立出版社             |
| 集數 | 發售日期       | ISBN                                                    | 發售日期       | ISBN                   |
| ---- | -------------- | ------------------------------------------------------- | -------------- | ---------------------- |
| 1    | 2012年9月13日  | ISBN 978-4-19-950306-1                                  | 2013年7月24日  | ISBN 978-986-332-635-9 |
| 2    | 2013年2月13日  | ISBN 978-4-19-950324-5                                  | 2013年10月25日 | ISBN 978-986-332-636-6 |
| 3    | 2013年7月13日  | ISBN 978-4-19-950347-4                                  | 2013年11月27日 | ISBN 978-986-337-020-8 |
| 4    | 2013年11月13日 | ISBN 978-4-19-950362-7                                  | 2014年3月17日  | ISBN 978-986-337-780-1 |
| 5    | 2014年3月14日  | ISBN 978-4-19-950386-3                                  | 2014年9月12日  | ISBN 978-986-348-730-2 |
| 6    | 2014年10月1日  | ISBN 978-4-19-950412-9                                  | 2015年1月8日   | ISBN 978-986-365-851-1 |
| 7    | 2015年3月13日  | ISBN 978-4-19-950441-9                                  | 2015年7月10日  | ISBN 978-986-431-136-1 |
| 8    | 2015年8月12日  | ISBN 978-4-19-950465-5                                  | 2015年12月18日 | ISBN 978-986-462-084-5 |
| 9    | 2016年2月13日  | ISBN 978-4-19-950492-1                                  | 2016年6月16日  | ISBN 978-986-109-364-2 |
| 10   | 2016年6月13日  | ISBN 978-4-19-950513-3                                  | 2016年10月21日 | ISBN 978-986-470-556-6 |
| 11   | 2016年11月11日 | ISBN 978-4-19-950535-5 ISBN 978-4-19-881089-4（限定版） | 2017年3月2日   | ISBN 978-986-482-330-7 |
| 12   | 2017年4月13日  | ISBN 978-4-19-950560-7 ISBN 978-4-19-881088-7（限定版） | 2017年9月15日  | ISBN 978-986-486-166-8 |
| 13   | 2017年10月13日 | ISBN 978-4-19-950590-4                                  | 2018年7月30日  | ISBN 978-957-9652-82-7 |
| 14   | 2018年6月13日  | ISBN 978-4-19-950630-7                                  | 2019年8月9日   | ISBN 978-957-26-2281-0 |
| 15   | 2019年6月13日  | ISBN 978-4-19-950656-7                                  | 2020年6月1日   | ISBN 978-957-26-4222-1 |
| 16   | 2020年6月12日  | ISBN 978-4-19-950708-3                                  | 2021年7月7日   | ISBN 978-957-26-5492-7 |
| 17   | 2021年6月11日  | ISBN 978-4-19-950742-7                                  | 2024年4月12日  | ISBN 978-957-26-7289-1 |
| 18   | 2023年2月13日  | ISBN 978-4-19-950802-8                                  |                |                        |
| 19   | 2024年3月13日  | ISBN 978-4-19-950848-6                                  |                |                        |
| 20   | 2025年3月13日  | ISBN 978-4-19-950899-8                                  |                |                        |

魔物娘的同居日常 4格同人合集
| 集數 | 德間書店      | 德間書店               | 東立出版社     | 東立出版社             |
| 集數 | 發售日期      | ISBN                   | 發售日期       | ISBN                   |
| ---- | ------------- | ---------------------- | -------------- | ---------------------- |
| 1    | 2015年8月12日 | ISBN 978-4-19-950467-9 | 2016年2月24日  | ISBN 978-986-462-554-3 |
| 2    | 2015年9月12日 | ISBN 978-4-19-950469-3 | 2017年3月1日   | ISBN 978-986-462-555-0 |
| 3    | 2016年2月13日 | ISBN 978-4-19-950494-5 | 2017年10月12日 | ISBN 978-986-109-362-8 |
| 4    | 2016年2月13日 | ISBN 978-4-19-950495-2 | 2019年12月19日 | ISBN 978-986-324-270-3 |
| 5    | 2020年2月13日 | ISBN 978-4-19-950697-0 |                |                        |
| 6    | 2020年2月13日 | ISBN 978-4-19-950698-7 |                |                        |

## 網路動畫
2015年作品宣布作品動畫化後，動畫官方網站於同年的7月7日至同年9月29日同步發表名為「魔物娘的同居日常 ほぼ毎日◯◯！生っぽい動画」的短篇動畫，每段劇情長度約有30幾秒，每集於週一至週五於官網公開，並於公開後的24小時後移除。主要劇情為運用隱藏式攝影機的紀錄視角，敘述主角群和保安局的異種族生活日常，片尾附錄動畫的週邊設定訪問和聲優音軌。單行本第九集附錄內容宣布2016年3月14日正式販售此系列短篇影片的藍光碟DVD版。

## 電視動畫
2015年3月12日宣佈動畫化，於2015年7月播出。

### 製作人員
- 原作：
- 監督：吉原達矢
- 系列構成、劇本：筆安一幸
- 角色設計、總作畫監督：砂川貴哉
- 副角色設計、總作畫監督：赤坂俊士
- 道具設計、主動畫師：坂詰嵩仁
- 美術監督：田邊浩子（KUSANAGI）
- 色彩設計：柳澤久美子
- 攝影監督：鹽見和欣
- 剪接：坂本雅紀（森田剪接室）
- 音響監督：森下廣人
- 音樂：manzo、堤博明
- 動畫製作：Lerche×SEVA
- 製作：魔物娘同伴

### 主題曲
片頭曲「最高速 Fall in Love」（第七話與片尾曲對調，第十二話作為片尾曲）
作詞、作曲、編曲：Hige Driver
主唱：米亞（雨宮天）、帕皮（小澤亞李）、珊卓雷雅（相川奈都姬）、絲（野村真悠華）、美洛（山崎遙）、拉克涅拉（中村櫻）
片尾曲（第七話與片頭曲對調）
作詞、作曲、編曲：
主唱：墨須 with MON
插入曲
（第1、3、6話）
作詞：中野愛子，作曲、編曲：果汁100%
主唱：ANM48（相内沙英、篠田みなみ、千本木彩花、泊明日菜、新田日和、松田利冴）
虎之穴形象歌曲（第7話）
作詞、作曲：桃井晴子，編曲：小池雅也，主唱：UNDER17
（第11、12話）
作詞：中野愛子，作曲、編曲：果汁100%
主唱：ANM48（相内沙英、篠田南、千本木彩花、泊明日菜、新田日和、松田利冴）

### 各話列表
| 話數   | 日文標題 | 中文標題                       | 分鏡        | 演出              | 作畫監督                                         | 原作對應話數   |
| ------ | -------- | ------------------------------ | ----------- | ----------------- | ------------------------------------------------ | -------------- |
| 第1集  |          | 拉米亞族的同居日常             | 吉原達矢    | 鈴木芳成          | 內原茂、齋藤千惠                                 | 第1話，第2話   |
| 第2集  |          | 哈耳庇厄族與半人馬族的同居日常 | 森山雄治    | 鈴木芳成          | 鈴木惠理、森山雄治                               | 第3話，第4話   |
| 第3集  |          | 危險事件的同居日常             | 下田正美    | 野亦則行          | 飯飼一幸、齋藤千惠 石井由美子、內原茂 森山雄治   | 第5話，第6話   |
| 第4集  |          | 史萊姆族的同居日常             | dojag-a-gen | 日下直義 野本正幸 | 野本正幸                                         | 第8話，第9話   |
| 第5集  |          | 人魚族的同居日常               | 森山雄治    | 長濱亘彥          | 山崎展義                                         | 第10話，第12話 |
| 第6集  |          | 脫皮與產卵的同居日常           | 木村真一郎  | 木野目優          | 森山雄治、鈴木惠理                               | 第7話，第14話  |
| 第7集  |          | MON與阿剌克涅族的同居日常      | 森山雄治    | 飯田薰久          | 難波聖美、近藤瑠依                               | 第11話，第15話 |
| 第8集  |          | 身體不適的同居日常             | 木村真一郎  | 鈴木芳成          | 千光士海登、鈴木惠理                             | 第16話，第13話 |
| 第9集  |          | 恐嚇信來了的同居日常           | 星川孝文    | 長濱亘彥          | 山崎展義                                         | 第18話，第19話 |
| 第10集 |          | D的同居日常                    | 木村真一郎  | 野亦則行          | 森山雄治、飯飼一幸 長谷川哲也                    | 第20話，第21話 |
| 第11集 |          | 杜拉漢族的同居日常             | 森山雄治    | 鈴木芳成          | 千光士海登、松岡秀明 齋藤千惠、難波聖美 鈴木惠理 | 第22話，第23話 |
| 第12集 |          | 魔物娘的同居日常               | 吉原達矢    | 吉原達矢          | 普津澤時衛門、森山雄治 難波聖美、鈴木惠理        | 第24話，第25話 |

### BD／DVD
| 卷數 | 發行日期       | 收錄話         | 商品編號   | 商品編號  |
| 卷數 | 發行日期       | 收錄話         | Blue - Ray | DVD       |
| ---- | -------------- | -------------- | ---------- | --------- |
| 1    | 2015年9月16日  | 第1話－第2話   | TBR25291D  | TDV25297D |
| 2    | 2015年10月14日 | 第3話－第4話   | TBR25292D  | TDV25298D |
| 3    | 2015年11月18日 | 第5話－第6話   | TBR25293D  | TDV25299D |
| 4    | 2015年12月16日 | 第7話－第8話   | TBR25294D  | TDV25300D |
| 5    | 2016年1月20日  | 第9話－第10話  | TBR25295D  | TDV25301D |
| 6    | 2016年2月17日  | 第11話－第12話 | TBR25296D  | TDV25302D |

### OAD
| 話數    | 日文標題 | 中文標題               | 分鏡       | 演出       | 作畫監督                    | 附錄卷數 | 原作話數 |
| ------- | -------- | ---------------------- | ---------- | ---------- | --------------------------- | -------- | -------- |
| 第1種   |          | 健身室與游泳池的日常   | 木村真一郎 | 木村真一郎 | 齋藤千惠                    | 第11卷   | 第17話   |
| 第2種   |          | 拉克涅拉不在的日常     | 木村真一郎 | 木村真一郎 | 齋藤千惠、難波聖美 赤坂俊士 | 第12卷   | 第26話   |
| 第2.5種 |          | 想戴胸罩的女孩同居日常 | 木村真一郎 | 木村真一郎 | 齋藤千惠、難波聖美 赤坂俊士 | 第12卷   | 番外篇   |

## 遊戲
2015年12月21日起，DMM官方宣布發行和原著同名的網頁版線上養成遊戲兼對戰遊戲《魔物娘的同居日常 ONLINE》（モンスター娘のいる日常 オンライン），2016年10月14日官方推特宣布遊戲於同年11月22日正式關閉。遊戲劇情描述擔任寄宿家庭主人的玩家，負責收留和照顧不同魔物種族的女性，進而和對方交流，和魔物種族的女性並肩作戰。

## 評價
魔物娘的同居日常於「BOOK☆WALKER大賞2015」中獲得媒體組合獎（メディアミックス賞），另外在「SUGOI JAPAN Award 2016」中獲得漫畫部門第5名。

## 引文註釋
1. ↑  單行本第3集後記附錄漫畫。

## 外部連結
- 月刊COMIC-魔物娘的同居日常 （页面存档备份，存于）（日語）
- 特設官方網站（日語）
- 特設官方推特 （页面存档备份，存于）（日語）
- 動畫官方網站 （页面存档备份，存于）（日語）
- 網頁遊戲版官網 （页面存档备份，存于）（日語）